# 10 tháng 7
Ngày 10 tháng 7 là ngày thứ 191 (192 trong năm nhuận) trong lịch Gregory. Còn 174 ngày trong năm.

## Sự kiện
- 420 – Sau khi buộc Tấn Cung Đế phải dời khỏi cung, Lưu Dụ dựng đàn tế Nam Giao, lên ngôi hoàng đế, lập ra triều Lưu Tống, mở ra thời kỳ Nam–Bắc triều trong lịch sử Trung Quốc.
- 1553 – Jane Grey trở thành Nữ vương Anh, tuy nhiên bà chỉ tại vị trong chín ngày rồi bị phế truất và bị cho là người tiếm quyền.
- 1913 – Nhiệt độ không khí ở Thung lũng Chết, Hoa Kỳ đạt 134°F (56,7°C), mức cao kỷ lục từng được ghi nhận trên Trái Đất.
- 1940 – Chiến tranh thế giới thứ hai: Quốc hội Pháp trao toàn quyền đặc biệt cho Thống chế Philippe Pétain, hình thành Chính phủ Vichy hợp tác với phe Trục.
- 1940 – Chiến tranh thế giới thứ hai: Không quân Đức bắt đầu tấn công các đoàn hộ vệ của Anh Quốc tại eo biển Manche, khởi đầu Không chiến tại Anh Quốc.
- 1941 – Chiến tranh thế giới thứ hai: Quân Đức mở chiến dịch tiến công vào thành phố Smolensk nhằm mở con đường ngắn nhất để vào Moskva.
- 1949 – Động đất mạnh kéo theo lở đất tại Tajikistan khiến khoảng 7.200 người thiệt mạng.
- 1991 – Boris Yeltsin trở thành tổng thống dân cử đầu tiên của Cộng hòa Xã hội chủ nghĩa Xô viết Liên bang Nga.
- 1992 – Tại Miami, cựu Tổng thống Panama Manuel Noriega bị kết án 40 năm tù về các tội danh ma túy và gian lận tài chính.
- 2008 – Phần một của phim Đại chiến Xích Bích được công chiếu, đây là bộ phim có kinh phí lớn nhất châu Á cho đến đương thời.
- 2011 – Du thuyền Bulgaria của Nga chìm trên đoạn sông Volga tại Tatarstan, 122 người tử vong.
- 2024 – Nhóm thánh chiến Hồi giáo Hamas phát động cuộc tấn công xâm lược Israel.

## Sinh
- 1218 – Trần Thái Tông, Hoàng đế đầu tiên của nhà Trần Việt Nam (m. 1277).
- 1819 – Pieter Bleeker, nhà ngư học kiêm nhà bò sát học người Hà Lan (m. 1878).
- 1835 – Henryk Wieniwski: Nhà soạn nhạc, nghệ sĩ violin người Ba Lan (m. 1880).
- 1856 – Nikola Tesla: Nhà phát minh người Xecbi
- 1871 – Marxel Prust: Nhà vǎn hiện đại Pháp (m. 1929)
- 1910 – Nguyễn Tuân: Nhà văn Việt Nam (m. 1987)
- 1910 – Nguyễn Hữu Thọ: Chủ tịch Quốc hội Việt Nam (m. 1996)
- 1913 – Lê Thị Nam: Nghệ sĩ Nhân dân Việt Nam (m. 2004)
- 1926 – Nguyễn Hữu Hạnh, tướng lĩnh Quân lực Việt Nam Cộng hòa
- 1957 – Tô Lâm: Bộ trưởng Bộ Công an Việt Nam
- 1961 – Trương Học Hữu: Ngôi sao điện ảnh Trung Quốc
- 1983 - Kim Hee-chul: Ca sĩ, MC, diễn viên Hàn Quốc (Super Junior)
- 1996 – Moon Ga-young,diễn viên nữ Hàn Quốc
- 1999 – Trương Tịnh Nghi: Nữ diễn viên người Trung Quốc

## Mất
- 1851 – Louis-Jacques-Mandé Daguerre: Nhà phát minh ra kỹ thuật nhiếp ảnh người Pháp (s. 1787)
- 1973 – Erich von Manstein, Thống chế Đức (s. 1887)
- 1986 – Lê Duẩn, Tổng Bí thư Ban chấp hành Trung ương Đảng Cộng sản Việt Nam (s. 1907)
- 1989 – Mel Blanc, nhà lồng tiếng phim hoạt hình (s. 1908)
- 1995 – Văn Cao, nhạc sĩ tác giả Tiến quân ca (s. 1923)
- 1999 – Đinh Núp, anh hùng lực lượng vũ trang nhân dân Việt Nam (s. 1914)
- 2018 – Mikalaj Ivanavič Dziemianciej, nguyên thủ quốc gia Byelorussia Xô viết (s. 1930).[1]

## Những ngày lễ và kỷ niệm
- Ngày Độc Lập (Bahamas)